# Zdzisław Piernik
Zdzisław Piernik (ur. 10 listopada 1937 w Płowcach) – polski tubista-wirtuoz.

## Życiorys
Zdzisław Piernik ukończył studia w warszawskiej PWSM w klasie Juliusza Pietrachowicza . Po otrzymaniu nagrody w 1970 na Ogólnopolskim Festiwalu Młodych Muzyków w Gdańsku rozpoczął swoją karierę jako solista. Wkrótce potem odniósł wiele sukcesów na recitalach w kraju i za granicą, m.in. na festiwalach i kursach wakacyjnych w Bayreuth, Witten, Darmstat, Bourges, Sztokholmie, Los Angeles .
Jako pierwszy tubista w Polsce do swej gry na tubie wprowadził frullato, flażolety, glissanda, wielodźwięki i tzw. dźwięki czyszczące. Rozpoczął także eksperymenty sonorystyczne z tubą preparowaną . Jest on pomysłodawcą oryginalnej preparacji tuby. Polega ona na dołączeniu w miejsce krąglików dźwięczników od trąbki, skrzydłówki i puzonu. Zabieg ten czyni z tuby instrument posiadający cztery różne barwy. Używając oprócz tego do grania ustników od saksofonu i fagotu oraz tłumików można wydobyć z tuby dźwięki dalekie od jej naturalnej barwy.
Zdzisław Piernik jest interpretatorem muzyki współczesnej. Ściśle współpracował z wieloma kompozytorami demonstrując im możliwości tuby naturalnej i preparowanej. Swoje dzieła dedykowali mu między innymi Benno Ammann, Zbigniew Bargielski, Andrzej Bieżan, Marian Borkowski, Andrzej Dobrowolski, Roman Haubenstock-Ramati, Wojciech Kilar, Krzysztof Knittel, Andrzej Krzanowski, Krzysztof Penderecki, Bogusław Schaeffer, Elżbieta Sikora, Witold Szalonek. Jego koncerty, nagrania i audycje dla Polskiego Radia i telewizji popularyzowały grę na tubie.
Zdzisław Piernik nadal koncertuje.

## Ważniejsza dyskografia
- Zdzisław Piernik – Tuba, Polskie Nagrania SX1210, wydana w 1975 r.
- Zdzisław Piernik – Piernik plays Sikora, Schäffer, Borkowski, Zajaczek, Piernik[a] (LP) Intersound / Proviva ISPV 102, Monachium 1980[26][27]
- Zdzisław Piernik – Tuba (Seria Polish Contemporary Music), Polskie Nagrania SX1806, 1982 r.
- Zdzisław Piernik, Michał Górczyński – Energa One (CD) Kariatyda, 2002
- Zdzisław Piernik, Piotr Zabrodzki – Namanga (CD) Vivo Records, 2008[28][29]